# Carlos Mora (futbolista)
Carlos Andrei Mora Montoya (Escazú, San José, Costa Rica, 18 de marzo de 2001) es un futbolista costarricense que juega como extremo derecho en la U Craiova 1948 de la Liga I de Rumania.

## Trayectoria
Mora es oriundo de Escazú y representó al equipo de fútbol de su cantón en los Juegos Nacionales. Fue el visor Enrique «Quique» Vásquez quien lo llevó a hacer una prueba en Alajuelense donde casi de inmediato se integró a la categoría Sub-15 y Sub-17 del cuadro liguista dirigida por Mauricio Montero, dándole las condiciones necesarias para su formación. Jugó una temporada en la Segunda División con el filial Once de Abril e hizo su debut el 8 de agosto de 2018 al completar los últimos veintitrés minutos de la derrota de local por 0-2 ante Juventud Escazuceña. En los torneos de Apertura y Clausura, Mora alcanzó un total de veintiún participaciones y pudo concretar dos goles.

### L. D. Alajuelense
Se reintegró al primer plantel de Alajuelense a partir de la temporada 2019-20. Su debut debió esperar hasta el 16 de febrero de 2020, cuando sustituyó a Ariel Lassiter al minuto 88' de la victoria de visita por 0-1 sobre el Santos de Guápiles.
Debutó por torneo internacional el 4 de noviembre de 2020, en la ronda preliminar de Liga Concacaf contra el Cibao, juego en el que además anotó su primer gol con los liguistas para el triunfo por 3-0. El 20 de diciembre se proclamó campeón del Torneo de Apertura al derrotar a Herediano en las dos finales con marcadores de 1-0. El 3 de febrero de 2021, conquistó su segundo título en el club tras vencer al Deportivo Saprissa por 3-2 en la final de Liga Concacaf.

### U Craiova 1948 C. S.
El 18 de junio de 2024, se oficializó su fichaje al U Craiova 1948 Club Sportiv por un contrato de 4 años. El 12 de julio debutó contra el FC Hermannstadt, Mora ingresó al minuto 74 por el empate 0-0.

## Selección nacional
El 18 de marzo de 2022, fue convocado por primera vez a la Selección de Costa Rica dirigida por Luis Fernando Suárez, para enfrentar el cierre de la eliminatoria mundialista. Tuvo su debut internacional el 30 de marzo contra Estados Unidos (2-0) en el Estadio Nacional, donde alineó como titular y salió de cambio al minuto 65' por Alonso Martínez.
El 13 de mayo de 2022, fue convocado a la lista de Suárez para la preparación de cara a la Liga de Naciones de la Concacaf. El 2 de junio se dio su debut en la derrota 2-0 de visita contra Panamá. El 5 de junio entró de cambio al minuto 72' en la victoria 2-0 sobre Martinica.
El 14 de junio de 2022, estuvo en la suplencia en el partido donde su combinado selló la clasificación a la Copa Mundial tras vencer 1-0 a Nueva Zelanda, por la repesca intercontinental celebrada en el país anfitrión Catar.
El 3 de junio de 2023 fue convocado para disputar dos encuentros amistosos ante Guatemala y Ecuador donde ante Guatemala entró de cambio al 46' por Diego Campos y luego ante Ecuador entró de cambio al 65' por Warren Madrigal y además debutó en Copa Oro el 26/6/2023 ante Panamá entrando de cambio al 59' por el jugador Anthony Contreras y además jugó ante El Salvador saliendo de cambio al 46' por Warren Madrigal lesionado

#### Participaciones internacionales
| Competición                             | Sede                    | Resultado        | Partidos | Goles |
| --------------------------------------- | ----------------------- | ---------------- | -------- | ----- |
| Liga de Naciones de la Concacaf 2022-23 | Concacaf                | Fase de grupos   | 2        | 0     |
| Copa de Oro de la Concacaf 2023         | Estados Unidos · Canadá | Cuartos de final | 2        | 0     |
| Copa de Oro de la Concacaf 2025         | Estados Unidos · Canadá | Cuartos de final | 4        | 0     |

#### Participaciones en eliminatorias
| Eliminatoria               | Sede                             | Resultado   | Partidos | Goles |
| -------------------------- | -------------------------------- | ----------- | -------- | ----- |
| Clasificación Mundial 2022 | Catar                            | Clasificado | 1        | 0     |
| Clasificación Mundial 2026 | Estados Unidos · México · Canadá | Por definir | 1        | 0     |

## Estadísticas

### Clubes
Actualizado al último partido jugado el 17 de agosto de 2025.
| Club                             | Div.          | Temporada     | Liga  | Liga  | Liga   | Copas nacionales | Copas nacionales | Copas nacionales | Copas internacionales | Copas internacionales | Copas internacionales | Total | Total | Total  |
| Club                             | Div.          | Temporada     | Part. | Goles | Asist. | Part.            | Goles            | Asist.           | Part.                 | Goles                 | Asist.                | Part. | Goles | Asist. |
| -------------------------------- | ------------- | ------------- | ----- | ----- | ------ | ---------------- | ---------------- | ---------------- | --------------------- | --------------------- | --------------------- | ----- | ----- | ------ |
| C. S. Once de Abril · Costa Rica |               |               |       |       |        |                  |                  |                  |                       |                       |                       |       |       |        |
| 2.ª                              | 2018-19       | 21            | 2     | 0     | —      | —                | —                | —                | —                     | —                     | 21                    | 2     | 0     |        |
| Total club                       | Total club    | 21            | 2     | 0     | 0      | 0                | 0                | 0                | 0                     | 0                     | 21                    | 2     | 0     |        |
| L. D. Alajuelense · Costa Rica   |               |               |       |       |        |                  |                  |                  |                       |                       |                       |       |       |        |
| 1.ª                              | 2019-20       | 7             | 0     | 0     | —      | —                | —                | —                | —                     | —                     | 7                     | 0     | 0     |        |
| 1.ª                              | 2020-21       | 39            | 3     | 4     | —      | —                | —                | 5                | 1                     | 0                     | 44                    | 3     | 4     |        |
| 1.ª                              | 2021-22       | 49            | 7     | 6     | 1      | 0                | 0                | 1                | 0                     | 0                     | 51                    | 7     | 6     |        |
| 1.ª                              | 2022-23       | 40            | 10    | 9     | 6      | 0                | 2                | 11               | 0                     | 3                     | 57                    | 10    | 14    |        |
| 1.ª                              | 2023-24       | 46            | 11    | 13    | 1      | 0                | 0                | 10               | 2                     | 4                     | 57                    | 13    | 17    |        |
| Total club                       | Total club    | 181           | 31    | 32    | 8      | 0                | 2                | 27               | 3                     | 7                     | 216                   | 33    | 41    |        |
| U Craiova 1948 · Rumania         |               |               |       |       |        |                  |                  |                  |                       |                       |                       |       |       |        |
| 1.ª                              | 2024-25       | 32            | 1     | 2     | 4      | 1                | 1                | 2                | 0                     | 0                     | 38                    | 2     | 3     |        |
| 1.ª                              | 2025-26       | 3             | 0     | 0     | 0      | 0                | 0                | 4                | 1                     | 2                     | 7                     | 1     | 2     |        |
| Total club                       | Total club    | 35            | 1     | 2     | 4      | 1                | 1                | 6                | 1                     | 2                     | 45                    | 3     | 5     |        |
| Total carrera                    | Total carrera | Total carrera | 237   | 34    | 34     | 12               | 1                | 3                | 33                    | 4                     | 9                     | 282   | 38    | 46     |
| 1. 2. Fuente:Transfermarkt       |               |               |       |       |        |                  |                  |                  |                       |                       |                       |       |       |        |

### Selección de Costa Rica
Actualizado al último partido jugado el 29 de junio de 2025.
| Selección                                         | Año | Eliminatorias | Eliminatorias | Eliminatorias | Continental | Continental | Continental | Mundial | Mundial | Mundial | Amistosos | Amistosos | Amistosos | Total | Total | Total  |
| Selección                                         | Año | Part.         | Goles         | Asist.        | Part.       | Goles       | Asist.      | Part.   | Goles   | Asist.  | Part.     | Goles     | Asist.    | Part. | Goles | Asist. |
| ------------------------------------------------- | --- | ------------- | ------------- | ------------- | ----------- | ----------- | ----------- | ------- | ------- | ------- | --------- | --------- | --------- | ----- | ----- | ------ |
| Absoluta · Costa Rica                             |     |               |               |               |             |             |             |         |         |         |           |           |           |       |       |        |
| 2022                                              | 1   | 0             | 0             | 2             | 0           | 0           | —           | —       | —       | 1       | 0         | 0         | 4         | 0     | 0     |        |
| 2023                                              | —   | —             | —             | 2             | 0           | 0           | —           | —       | —       | 2       | 0         | 0         | 4         | 0     | 0     |        |
| 2025                                              | 1   | 0             | 0             | 6             | 0           | 0           | —           | —       | —       | 0       | 0         | 0         | 7         | 0     | 0     |        |
| Total                                             | 2   | 0             | 0             | 10            | 0           | 0           | 0           | 0       | 0       | 3       | 0         | 0         | 15        | 0     | 0     |        |
| 1. Fuente:Transfermarkt / National Football Teams |     |               |               |               |             |             |             |         |         |         |           |           |           |       |       |        |

## Palmarés

### Títulos nacionales
| Título                         | Club              | País       | Año  |
| ------------------------------ | ----------------- | ---------- | ---- |
| Primera División de Costa Rica | L. D. Alajuelense | Costa Rica | 2020 |

### Títulos internacionales
| Título                           | Club              | Sede     | Año  |
| -------------------------------- | ----------------- | -------- | ---- |
| Liga Concacaf                    | L. D. Alajuelense | Alajuela | 2021 |
| Copa Centroamericana de Concacaf | L. D. Alajuelense | Alajuela | 2023 |

### Distinciones individuales
| Distinción                                                              | Año  |
| ----------------------------------------------------------------------- | ---- |
| Mejor gol de la Primera División de Costa Rica del Torneo Clausura 2023 | 2023 |